# Nayib Lagouireh
 (juin 2020).
 (juin 2020).
Nayib Lagouireh, né le 6 juin 1991 à Heusden-Zolder en Belgique, est un footballeur belgo-marocain évoluant au poste d'attaquant.

## Biographie
Nayib Lagouireh naît en Belgique. Il est formé au sein du club néerlandais du Feyenoord Rotterdam.
Avec l'équipe de Belgique espoirs, il joue deux rencontres amicales en mars 2011, contre l'Écosse et la Grèce.
Il fait ses débuts professionnels avec l'Excelsior Rotterdam. Avec cette équipe, il dispute 36 matchs en première division néerlandaise (Eredivisie), inscrivant six buts.
Il joue ensuite en deuxième division néerlandaise (Eerste Divisie) avec le FC Eindhoven. Lors de la saison 2013-2014, il se met en évidence en inscrivant dix buts avec cette équipe. Le 17 janvier 2014, lors de la 23e journée de championnat, il est l'auteur d'un doublé sur la pelouse du MVV Maastricht (victoire 0-4).
Il évolue ensuite au Roda JC et au Fortuna Sittard, toujours en deuxième division. Il termine sa carrière dans les divisions inférieures belges, avec le KSK Hasselt et l'ASV Geel.